# Широка лъка
Широ̀ка лъ̀ка е село в Южна България, област Смолян, община Смолян.
Обявено е за архитектурен и фолклорен резерват. Селото е получило името си от старобългарската дума „лѫка“, означаваща „извивка, кривина, лъкатушене“.
Широка лъка е от селата, в които се е родила и се развива родопската песен. Много от най-известните певци и гайдари на родопския фолклор са родени там. През 1972 г. е открито Средно музикално училище за народни песни и инструменти.

## География
Село Широка лъка се намира в планински район на 23 км северозападно от Смолян, на 16 км от Пампорово, на 5 км от с. Стойките, на 22 км югоизточно от Девин. Надморската му височина е 1058 м.
Разположено е в долината на Широколъшка река в местността Широката лъка, между Переликския дял на Родопите и рида Чернатица. Около селото се намират селата Гела, Стикъл, Солища и Стойките.
В близост до селото, по горския път за село Кукувица и на 100 метра от шосето, е разположено скалното образувание „Главата“ - скален блок с височина 7 метра и ширина 5 метра, който, погледнат от източната страна, има формата на човешка глава в профил. На около километър по пътя за Върбово се намира скалното образувание „Момата“ - самотна скала, наподобяваща отдалеч на мома с хурка в ръка, образувана при ерозията на скалите.

## История
На 3 октомври 1899 година в Широка лъка се основава дружество на Македонската организация с председател иконом Никола. Дотогава в селото има дружество на „Странджа“. В Широколъшкото македоно-одринско дружество влизат и селата Стойките, Махмутица, Солища и Гела.
В селото се намира и къщата на Капитан Петко войвода, която е била негов щаб след Освобождението.
През последните години са публикувани няколко книги за Широка лъка: „Болгарский широколыкский говор“ с автор А. Н. Соболев (2001), „Широка лъка и говорът на широколъчани“ с автори Р. Радичев, Г. Паликъщов, Г. Радичев (2004), „Широка лъка – огнище на вяра, просвета и култура в Родопите“ с автор Р. Радичев (2006), както и книгата на доайена в учителската дейност покойният вече Никола Гьочев.

## Население
Численост на населението според преброяванията през годините:
| \| Година на преброяване \| Численост \| \| --------------------- \| --------- \| \| 1934 \| 1035 \| \| 1946 \| 1062 \| \| 1956 \| 1108 \| \| 1965 \| 1074 \| \| 1975 \| 1244 \| \| 1985 \| 926 \| \| 1992 \| 948 \| \| 2001 \| 800 \| \| 2011 \| 203 \| |           |
| Година на преброяване | Численост |
| 1934 | 1035      |
| 1946 | 1062      |
| 1956 | 1108      |
| 1965 | 1074      |
| 1975 | 1244      |
| 1985 | 926       |
| 1992 | 948       |
| 2001 | 800       |
| 2011 | 203       |

Етническият състав включва 442 българи.

## Забележителности
Широка лъка е известна със своите автентични родопски къщи, като Згуровската, Учиковската и Григоровската къщи.
Селото има 2 църкви – „Успение Богородично“ и „Свети Никола“.
Сред местните забележителности е построената (според преданието издигната само за 38 дена) през 1834 г. църква „Успение на Пресвета Богородица“. Иконостасът на църквата е уникален по своя стил. Предполага се, че е рисуван от братята Димитър и Захари Зограф от Самоков или от техни ученици. Съществува и хипотезата, че самите те са изографисали църквата. В двора ѝ се намира килийното училище „Свети Панталеймон“, построено през 1835 (1888) година. В строежа му взема активно участие цялото население на селото. То функционира до 1936 година.
Освен със забележителната си архитектура, Широка лъка е известна и с песните си, които са съпроводени от каба гайда. В селото се намира Национално училище за фолклорни изкуства, открито като Средно музикално училище за народни песни и инструменти през 1972 г.
Селото е сред Стоте национални туристически обекта на Българския туристически съюз. Печат за обектите има в информационния център в Народно читалище „Екзарх Стефан I“ и в етнографския музей.

## Редовни събития
На всяка първа неделя от март се провежда кукерският празник Песпонеделник.

## Личности
- Антон Бозовски (1857 – ?), български революционер и политик
- Калин Найденов (1865 – 1925), български военен деец, генерал-лейтенант
- Екзарх Стефан I (1878 – 1957)
- Петър Кушлев – дърворезбар, ученик на Владимир Димитров - Майстора
- Радка Кушлева, „Родопският славей“ – първата родопска певица
- Гергана Сиракова - видна българка, горд потомък на родопския род Сиракови. Постижения - TBA
- Тодор Шишков (1899 – 1965) – признат гайдар и майстор на гайди; участвал в състав „100 каба гайди“; получил отлична награда от национален фолклорен събор „Рожен“ през 1961 за индивидуален изпълнител.

## Галерия
- Изглед към Широка лъка
- Римски мост
- Национално училище за фолклорни изкуства
- Църква „Успение Богородично“
- Герб
- Параклис "Св.Илия" по време на Илинденският събор в с. Гела, преди 1945 г.
- Параклис "Св.Илия" по време на Илинденският събор в с. Гела, преди 1945 г.